# 知花くらら
知花 くらら（ちばな くらら、1982年〈昭和57年〉3月27日 - ）は、日本のモデル、女優、タレント。テンカラット所属。
沖縄県那覇市出身。本名、上山くらら。旧姓、知花。夫は俳優の上山竜治で、夫との間に2児あり。

## 来歴
2001年4月、上智大学文学部教育学科（現・総合人間科学部教育学科）入学。2006年3月、大学卒業後、ミス・ユニバース・ジャパン2006に選出される。2006年7月、第55回ミス・ユニバース2006世界大会第2位、ベスト・ナショナル・コスチューム賞。
モデル活動をしながら、2009年4月、栄養学を学ぶため都内の女子短期大学に入学したが、のち退学。2010年1月、所属事務所をIBG Japanからテンカラットへ移籍。
2015年12月13日放送のNHK大河ドラマ『花燃ゆ』最終回で津田梅子役を演じて女優としてデビュー。2017年10月、俳優の上山竜治と結婚、挙式披露宴を行った。2019年5月、第1子妊娠発表。
2018年、沖縄県・慶留間島にある祖父の生家を譲り受けたことをきっかけに、建築に興味を持つ。2019年4月、京都芸術大学通信教育部建築デザインコース入学（3年次編入学）。2019年10月、第1子女児出産。2021年3月、第2子妊娠発表。2021年3月、京都芸術大学通信教育部建築デザインコース卒業。2021年5月1日の東京オリンピック聖火リレー沖縄県ランナーを、妊娠を理由に辞退。2021年7月、第2子女児出産。2022年、二級建築士試験に合格。

## 人物
- 大学在学中、フランス映画への興味から9か月間フランスに滞在し[18]、また、フラメンコを学びに3か月間スペインにも滞在した。
- 第55回ミス・ユニバース2006世界大会はロサンゼルスで2006年7月に開催され、ナショナルコスチューム審査では日本の甲冑風衣装を披露した。また、トップ5の「クエスチョン&アンサー」の際、スペイン語と英語でアピールした。
- 家族構成は両親と弟。ガレッジセールのゴリ（本名・照屋年之）は、再従兄（それぞれの父親が従兄弟同士）にあたる[19]。また、りんけんバンドの照屋林賢は従叔父、照屋林助は大叔父にあたる。しかし、ゴリは2007年3月10日放送のバラエティ番組『メレンゲの気持ち』（日本テレビ）で本人に言われるまで全く知らなかったという。
- 永田和宏・河野裕子『たとへば君』を読んだことをきっかけに2013年より短歌を作り始め、塔短歌会に所属している。2017年の第63回角川短歌賞では「ナイルパーチの鱗」50首で佳作を受賞した。2019年、初の短歌集『はじまりは、恋』を刊行[20]。

## 出演

### テレビ
- 日立 世界・ふしぎ発見!（TBSテレビ、2007年4月11日 - 2019年8月24日 不定期出演） - ゲスト・準レギュラー解答者、（2009年12月12日放送）- ミステリーハンター
- グローバル・ビジョン（TwellV、2008年10月12日 - ） - 番組ナビゲーター[21]
- 日本人は何を考えてきたのか（NHK、2013年1月13日 - ） - リポーター
- NEWS ZERO（日本テレビ、2006年10月 - 2007年9月）
- 地球!ジオグラTV（TBSテレビ、2007年10月 - 2008年2月）
- 知花くららの地球サポーター（テレビ東京、2008年4月4日 - 2010年3月）[22]
- 美味いは京都?料理人たちの挑戦?（よみうりテレビ、2008年10月5日） - 番組ナビゲーター
- easy sports（テレビ朝日、2008年11月3日、11月5日、11月7日、12月22日-12月24日）
- 課外授業 ようこそ先輩（NHK、2009年7月26日）- 沖縄県那覇市立真嘉比小学校「食」をテーマに実習と講義[23]
- music trip 〜音楽と楽しむひとり旅〜「沖縄・慶留間島」（NHK、2009年8月17日）
- わたし & 紅白歌合戦「知花くらら」（NHK、2009年12月28日）
- マヤ暦の真実 前編 マヤ暦とは（BS-TBS、2010年3月23日）
- マヤ暦の真実 後編 マヤ長老のトップ ドン・アレハンドロが語るマヤ暦の真実と祈り（BS-TBS、2010年3月24日）
- 朝だ!生です旅サラダ（朝日放送テレビ）
  - 「ドイツ旅編」（2010年10月）- マンスリーゲスト（リポーター）
  - 「新潟・ものづくりの街へ」（2023年10月7日）
- テレビでフランス語（NHK教育、2010年3月31日 - 9月23日、2011年9月28日 - 2012年3月28日） - ナビゲーター。生徒役としては珍しく文法解説までしていた。後者は前期シーズンのリピート放送。
- NHK海外ネットワーク（NHK、2010年4月3日ほか）
- 特別番組「炎の天才画家ゴッホ〜120年目の真実」（TBSテレビ、2010年10月17日）
- ジブリの風景〜高畑勲・宮崎駿監督の出発点に出会う旅〜（BS日テレ、2011年8月6日）
- 目には見えない宝もの〜古代ロマン歴史の源流・出雲〜（BSS制作、TBS系列、2013年8月31日） - 旅人
- テレビ日経おとなのOFF（BSジャパン、2014年10月6日 - 2016年3月27日） - 番組ナビゲータ
- & happy（2014年10月7日 - 2015年9月29日、TBSテレビ） - ナレーター[24]
- スーパーラグジュアリートレイン ニッポン再発見!西日本1500キロの旅（NHK BSプレミアム、2017年12月27日） - 旅人
- 知られざるガリバー〜消費者の知らないエクセレントカンパニー〜（テレビ東京、2017年10月1日 - 2018年3月25日） - ナビゲーター、ナレーター
- ゴゴスマ -GO GO!Smile!-（CBCテレビ、2023年11月10日　- 不定期）- コメンテーター
- DayDay.（日本テレビ、2023年4月12日 - ） - 隔週水曜レギュラー

### テレビドラマ
- 大河ドラマ 花燃ゆ 最終回（NHK、2015年12月13日） - 津田梅子 役[5]
- キャリア〜掟破りの警察署長〜（フジテレビ、2016年10月9日 - 12月） - 加納理香 役[25]
- 嫌われる勇気 第6話（フジテレビ、2017年2月16日） - 本木遥 役
- 家政夫のミタゾノ 第3シリーズ 第2話（テレビ朝日、2019年4月26日） - 三ツ輪沙織 役[26]
- 御上先生 第2話・第5話（TBSテレビ、2025年1月26日・2月16日） - 神崎知恵 役
- 今夜は…純烈 ep07（テレビ東京、2025年3月26日） - 円香 役[27]
- 私があなたといる理由〜グアムを訪れた3組の男女の1週間〜 第3話（2025年7月18日、テレビ東京） - まどか 役[28]

### CM
- TBCグループ（2006年）
- 花王「アジエンス」（2007年）、「ロリエ エフ」（2008年 - 2011年）
- メイベリン ニューヨーク「エンジェルフィット」（2007年2月 - ）
- コナミスポーツクラブ「コラーゲン クリスタルオッティモ」（2008年）
- 成田国際空港開港30周年記念事業 「テイクオフへのリレー」篇（2008年）
- ユニクロ（2008年）
- トヨタ「レクサス」（2008年）
- ニベア花王「8×4」（2009年）
- ハーゲンダッツ（2009年）
- カネカ（2011年 - ）
- カネボウ「ブランシールスペリア」（2012年）
- ジョンソン・エンド・ジョンソン 「ニュートロジーナ」（2016年）
- DoCLASSE UVスラブ・ジェットセッターズ（2025年）[29]

### 映画
- 白昼夢 - 主役・凛 役（ショートフィルム）
- BISHU 〜世界でいちばん優しい服〜（イオンエンターテイメント、2024年10月11日） - 滝本セシル 役[30]

### 舞台
- 朗読劇「栄二を愛した女〜山本周五郎名作『さぶ』より」（東京・六行会ホール、2018年6月16日 - 17日） - おのぶ 役[31]

### ラジオ
- 知花くららのプレシャスライフ（JFN系、2009年10月 - 2018年3月）
- 企業の遺伝子（JFN系、2018年4月 - ）

### 雑誌・新聞
- Domani（小学館、2008年1月 - 2015年5月） - 表紙モデル90回、歴代1位。
- 週刊朝日（朝日新聞出版、2015年12月 - 2016年12月）　- 月1回の連載『知花くららの教えて！永田先生』
- Marisol（集英社、2016年1月 - 2021年7月）モデル以外にも連載『くららと着物と日々のこと』『着物でどこに行く？』を持っていた[32]
- 男の隠れ家（三栄書房、2019年7月26日） - 2019年9月号「31文字の日々是好日」[33]
- 男の隠れ家（三栄書房、2019年11月27日） - 2020年1月号「知花くらら 日々是好日」[34]
- 日本経済新聞（2021年4月 - 2022年3月）- 「NIKKEI The STYLE」連載
- 月刊宣伝会議（宣伝会議、2021年11月 - 2023年10月）

### ウェブサイト
- トヨタ・クラウン （2008年）- スペシャルナビゲーター
- 集英社（2009年11月 - 2010年7月）「webUOMO」
- 大人の女性のためのトラベル・ウェブ・マガジン『旅色Luxury Stays』（2009年）
- 朝日新聞デジタルマガジン『ボンマルシェ』連載　「知花くららの“日日ことり“」（2019年6月11日　- 2023年7月20日）
- 朝日新聞デジタルマガジン『& w』（2022年7月27日 - ）「知花くららの#海辺の暮らし」

### その他
- 2007年1月 WFP国際連合世界食糧計画オフィシャルサポーター、アフリカ・アジア訪問[35][36]
- 2007年4月 トランスコスモス「Work it!」イメージキャラクター
- 2008年3月 成田空港30周年記念イメージキャラクター[37]
- 2008年4月 地球サポーターイメージキャラクター
- 2009年1月 レクサスアンバサダー[38]
- 2010年4月 フランス観光開発機構 フランス広報大使
- 2010年6月 DFS特別大使
- 2011年 カネカ企業イメージキャラクター
- 2013年12月 WFP国際連合世界食糧計画親善大使[39]
- 2014年7月 帝京大学メディアライブラリーセンター（MELIC）『共読ライブラリープロジェクト』College MONDOゲスト
- 2015年7月 第10回ロレアル-ユネスコ女性科学者 日本奨励賞の特別賞受賞[40]
- 2017年 第63回角川短歌賞佳作受賞

### 著書
- てーげーでいこう!（2011年6月2日、小学館）[41]
- Forever Basic（2013年3月1日、小学館）[42]
- くららと言葉（2015年1月15日、講談社）[43]
- あなたと短歌（2018年1月4日、朝日新聞出版） - 永田和宏共著[44]
  - 週刊朝日（2015年 - 2016年、朝日新聞出版） - 知花くららの「教えて! 永田先生」[45]
- はじまりは、恋（2019年6月28日、角川書店） - 短歌集[46]